# Gottfried Michael Koenig
Gottfried Michael Koenig   (Magdeburg, 5 d'octubre de 1926 - Culemborg, 30 de desembre de 2021) va ser un compositor contemporani alemany-irlandès. Va estudiar música sacra a Brunsvic, composició, piano, anàlisi musical i acústica a Detmold, tècniques de representació musical a Colònia (Alemanya) i tècniques de computació a Bonn.

## Biografia
Gottfried va donar conferències al Conservatori de Darmstadt, i també cursets a Viena al que hi assistiren molts alumnes, entre ells el madrileny Miguel Ángel Coria Varela. Entre 1954 i 1964, Koenig va treballar a l'estudi electrònic de la Ràdio Occidental Alemanya (WDR) on va produir les seves composicions electròniques Klangfiguren, Assaig i Projecte 1 i va escriure música orquestral i de música de cambra. A més a més, va conèixer a altres compositors, entre ells Mauricio Kagel, Franco Evangelisti, György Ligeti, Herbert Brün i Karlheinz Stockhausen (amb la realització de Gesang der Jünglinge i Kontakte).
A partir del 1958 va ser assistent al departament de drama de ràdio a l'Acadèmica de Música de Colònia, on va ser professor de música electrònica, de composició i d'anàlisis des de 1962 i on entre d'altres alumnes tingué a Tomás Marco o Johannes Fritsch. El 1964 es va traslladar als Països Baixos. Fins al 1986 va ser director i més tard president de l'Institut de Sonologia de la Universitat d'Utrecht. Durant aquest període, l'Institut va adquirir una reputació en tot el món, i en particular per al seu curs de Sonologia anual. Koenig també va fer una conferència extensivament als Països Baixos i en altres, i va desenvolupar els seus programes d'ordinador “Projecte 1”, “Projecte 2” i “SSP”, destinats a formalitzar les composicions d'estructures-variants musicals. Va continuar produint obres electròniques (Terminus 2, “The Funktionen series...”). Aquests van ser seguides per l'aplicació dels seus programes d'ordinador, el que resulta en la música de cambra (“Übung” per a piano, la sèrie “Segmenté”, “3 peces ASKO”, quartat de cordes 1987, trio de cordes...) i obres per a orquestra (Beitrag, Concerti i Corali). Des de 1986, quan l'Institut es va traslladar des de la Universitat d'Utrecht al Conservatori Royal de Hague, Koenig va continuar amb la composició, produint gràfics per ordinador i desenvolupant sistemes musicals experts
El seu programa de síntesi de so SSP (començat el 1971) està basat en la representació del so com una seqüència d'amplituds en el temps. Fa ús dels mètodes de selecció aleatòria i d'agrupament dels elements utilitzats en el Projecte 1 i el Projecte 2. Va continuar produint obres electròniques (Terminus 2, la sèrie de Funktionen). A aquests els van seguir l'ús dels seus programes de computació, resultant en música de cambra (Übung per a piano, la sèrie de Segmenté, 3 peces ASKO, el quartet de corda de 1987, el trio de corda) i obres orquestrals (Beitrag, Concerti e Corali). Cinc volums dels seus escrits teòrics van ser publicats entre 1991 i 2002 sota el títol de Ästhetische Praxis per Pfau Verlag; una selecció en italià amb el nom de Genesi e Forma (Semar, Roma, 1995).
El 1961 Koenig va rebre un premi incentiu per part de l'Estat Federal del Rin del Nord-Westfàlia, el 1987 el premi Matthijs Vermeulen des d'Amsterdam i el 1999 el premi de la Christoph-und-Stephan-Kaske-Stiftung. El 2002 la Facultat de Filosofia de Saarbrücken, Alemanya, el va guardonar amb un doctorat honorari. El semestre d'hivern de 2002-2003 va ser professor visitant de música informàtica a la Universitat Tècnica de Berlín. El 2010 va rebre el premi Giga-Hertz de ZKM, Karlsruhe.

## Projecte 1
El programa d'ordinador “Projecte 1” (PR1) va néixer el 1964 amb el desig de comprovar les regles de música serial. En canvi, prompte es va fer evident que les normes basades en llistes de paràmetres i permutacions de files no poden descriure's sense plànols concrets per a una composició, sinó que, en tot cas, la combinació sistemàtica de tots els punts possibles de partida hauria conduït a una quantitat incalculable de resultats que no podrien haver sigut avaluats sense un pla concret d'una composició. Per tant, era necessari limitar el procediment a un model de composició que conté elements importants del mètode en sèrie i per a posar a prova aquest model en diverses condicions amb diferents objectes musicals al cap. Aquest és un punt de partida des del domini més intern de la música serial, una generalització, “files” es substitueixen per “reserves” i permutacions de les decisions a l'atzar.
El model sobre el que es basa el programa produït per un parell d'oposats, “regular/irregular” (el principi R1), inspirada en la falta de reproductibilitat dels elements de sèrie (“irregulars”) i per files de multiplicació de formació de grup. Entre aquests dos extrems hi ha 5 etapes intermèdies, pel que el compositor pot escollir entre un total de set “processos”.
En PR1 el principal RI s'aplica als paràmetres instrumentals, el retard de l'entrada, el registre d'octava i la dinàmica. A cada paràmetre se li assigna una llista que el compositor introdueix en els valors dels paràmetres desitjats.
- Els instruments s'indiquen amb els números que el compositor pot interpretar mentre que es resol la partitura.
- Els retards d'entrada es refereixen a “unitats mètriques”, és a dir, quaderns de longituds (blanca, negra, corxera, etc.) per a les que s'ha prescrit un valor del metrònom. Per a cada entrada amb retard s'entén una mida (màxima) d'acord. Trencar els acords en parts individuals es realitza durant l'avaluació de la taula de puntuació.
- Per a sistemes de tons es va desenvolupar un sistema amb el que grups de tons de tres es formen sobre la base de dos intervals indicats pel compositor. La transposició automàtica dels grups de tres tons resulta en files de dotze tons.
- Els registres d'octava són indicats per números per a ser interpretats pel compositor de la mateixa manera que els números dels instruments.
- El compositor por inserta qualsevol valor que ell/a vulgui en la llista de dinàmiques.

Durant el procés de composició de “seccions” es produeixen en cadascun dels que el compositor pot determinar un “procés” per cada paràmetre.
El resultat del procés de composició es presenta en forma d'una taula de puntuació que conté tota la informació. La taula de puntuació es pot llegir en un monitor, imprès o emmagatzemat. Una opció Midi produeix un arxiu MIDI estàndard, que quan està connectat a un instrument Midi (targeta de so) expressa una impressió auditiva del resultat.
Ara correspon al compositor la interpretació de la taula de puntuació amb el fi de produir una puntuació per a qualsevol instrument que ell/a vulgui.

## Projecte 2
El programa informàtic “Projecte 2” (PR2) es va fer amb l'objectiu de donar al compositor un major control sobre el procés de composició. El control s'ha ampliat per abraçar els següents paràmetres:
- Instruments: llista de noms d'instruments; cada melodia o instrument de percussió es defineix en termes del seu to, la duració i el rang dinàmic.
- Ritme: llista per als retards d'entrada, duracions, descansos i tempo
- Harmonia: una selecció de tres principis harmònics, llista d'acords, files, taules d'intervals...
- Dinàmica: llista d'indicacions de dinàmiques
- Articulació: llista de les maneres d'articulació.

El flux d'informació de la llista en la puntuació s'efectua en tots els paràmetres, amb l'excepció de l'harmonia, a mesura de “taules” i “conjunts”. Una taula conté “grups”, i un grup conté qualsevol nombre d'elements de la llista corresponent. Un “conjunt” conté un o més grups. Grups de taula per a uns elements del conjunt de la partitura que es seleccionen mitjançant diversos mètodes: selecció arbitrària (“alea”), serial (sèries), selecció ponderada (ràtio), selecció amb repeticions de grup (grup), la selecció direccional definida (tendència) i la pròpia selecció del compositor d'elements individuals (seqüència).
Els paràmetres són independents jeràrquicament amb el fi d'evitar conflicte entre un subordinat i un paràmetre d'ordre superior. La jerarquia és el compositor definit o a l'atzar.
Bàsicament, el Projecte 1 produeix una seqüència d'acords homofònics que el compositor pot trencar posteriorment en parts polifòniques. El Projecte 2 es basa en el mateix principi. Es pot produir addicionalment estructures polifòniques quan conjunts contenen diversos grups, separats. Cada capa es basa en un d'aquests grups que comencen simultàniament i es formen –independentment un de l'altre- d'acord amb el mètode utilitzat per a seleccionar-los. Poden romandre harmònicament independent o un to més baix en un primer moment, però se li donarà una estructura harmònica comú més tard.
L'entrada d'informació s'efectua per una llista de més de 60 preguntes. El procés de composició és autònoma, és a dir, el compositor no pot intervindre. Els resultats de les taules de puntuació es poden imprimir, emmagatzemar o jugar amb l'ajuda d'una targeta de so.

## Composicions instrumentals
| Títol                                           | Any     | Editorial |
| ----------------------------------------------- | ------- | --------- |
| Concert per a clavecí, orquestra i dues flautes | 1948/49 | TON       |
| Horae, 3 escenes de ballets                     | 1950    | TON       |
| Concert per a flauta i orquestra de cambra      | 1951    | TON       |
| "Fantasia", per a orquestra                     | 1951/52 | TON       |
| Concert per a orquestra de cambra               | 1952    | TON       |
| Dos peces d'orquestra                           | 1952    | TON       |
| Composició per a 26 instruments                 | 1953    | TON       |
| "Diagonale", per a orquestra                    | 1955    | TON       |
| Peces per a dos pianos                          | 1957    | TON       |
| Quintet de vent-fusta                           | 1958/59 | TON       |
| Quartet de corda 1959                           | 1959    | TON       |
| "Orchesterstück 1"                              | 1960/61 | TON       |
| "Orchesterstück 2"                              | 1961/62 | TON       |
| "Orchesterstück 3"                              | 1963    | TON       |
| Projecte 1 - versió 1 per a orquestra petita    | 1965/66 | HIN       |
| Projecte 2 - versió 3 per a orquestra petita    | 1967    | HIN       |
| Exercicis per a piano                           | 1969/70 | TON       |
| Segments 1-7 per a piano                        | 1982    | TON       |
| 3 ASKO Peces per a orquestra petita             | 1982    | TON       |
| Per a flautí i 2 flautes                        | 1997    | TON       |

## Composicions electròniques[3]
| Títol            | Any     | Pista | Estudi |
| ---------------- | ------- | ----- | ------ |
| Klangfiguren I   | 1955    | 1     | WDR    |
| Klangfiguren II  | 1955/56 | 4     | WDR    |
| Assaig           | 1957/58 | 1     | WDR    |
| Assaig           | 1999    | 1     | KOE    |
| Assaig           | 1999    | 1     | TAZ    |
| Terminus 1       | 1962    | 4     | WDR    |
| Terminus 1       | 1966/67 | 4     | SON    |
| Terminus 2       | 1998    | 4     | SON    |
| Terminus X       | 1967    | 2     | SON    |
| Funktion Grün    | 1967    | 4     | SON    |
| Funktion Violett | 1969    | 4     | SON    |
| Funktion Grau    | 1969    | 4     | SON    |
| Funktion Indigo  | 1969    | 4     | SON    |
| Funktion Blau    | 1969    | 4     | SON    |
| Output           | 1979    | 2     | SON    |
| Policromia       | 2001    | 8     | TAZ    |